# K.O.D.
K.O.D. (King of Darkness) – jedenasty studyjny album amerykańskiego rapera Tech N9ne'a. Został wydany 26 października 2009 r. Na płycie pojawili się tacy goście jak Krizz Kaliko, Three 6 Mafia, Brotha Lynch Hung, Big Scoob czy Kutt Calhoun.
Zawiera 23 premierowe utwory w których raper zachowuje mroczny, a jednocześnie poważny klimat.

## Lista utworów
1. Show me a God
2. The Warning
3. Demons (Feat Three 6 Mafia)
4. Blackened the Sun
5. Strange Music Box (feat. Krizz Kaliko & Brotha Lynch Hung)
6. Sundae
7. Check Yo Temperature (T-Nutty & Sundae)
8. B. Boy (feat Kutt Calhoun, Skatterman, Big Scoob & Bump Knuckles)
9. Hunterish (feat Krizz Kaliko and Irv Da Phenom)
10. The Pick Up
11. In the Trunk
12. Pinocchiho
13. Horns (feat Prozak And King Gordy)
14. Interview With Jason Whitlock
15. It Was Accident (feat Alan Wayne)
16. Shadows On the Road
17. Low
18. Messages
19. Killing You
20. Leave Me Alone
21. Prayer – By brother K.T.
22. K.O.D. (feat Mackenzie O'Guin)
23. The Martini (feat Krizz Kaliko)